# Henrique Pimenta Veloso
Henrique Pimenta Veloso foi um botânico brasileiro, autor da classificação da vegetação do Brasil.